# Ваља Семан (Прахова)
Ваља Семан (рум. Valea Seman) насеље је у Румунији у округу Прахова у општини Урлаци. Oпштина се налази на надморској висини од 222 m.

## Становништво
Према подацима из 2002. године у насељу је живело 198 становника, од којих су сви румунске националности.